# مارتي وايلد
مارتي وايلد (بالإنجليزية: Marty Wilde)‏ هو مغني وكاتب أغاني ومنتج أسطوانات بريطاني، ولد في 15 أبريل 1939 في بلاكهيث في المملكة المتحدة.

## وصلات خارجية
- الموقع الرسمي
- مارتي وايلد على موقع IMDb (الإنجليزية)
- مارتي وايلد على موقع ميوزك برينز (الإنجليزية)
- مارتي وايلد على موقع أول ميوزيك (الإنجليزية)
- مارتي وايلد على موقع ديسكوغز (الإنجليزية)
- مارتي وايلد على موقع قاعدة بيانات الفيلم (الإنجليزية)